# Mesochorus fulgurator
Mesochorus fulgurator är en stekelart som beskrevs av Horstmann 2006. Mesochorus fulgurator ingår i släktet Mesochorus och familjen brokparasitsteklar. Inga underarter finns listade i Catalogue of Life.